# Йожен Тер'Бланш
Йожен Ней Тер'Бланш (на африкаанс: Eugène Terre’Blanche) е южноафрикански политик, председател на Африканерското движение за съпротива (1973 – 1997, 2008 – 2010).

## Биография
Йожен Тер'Бланш е роден на 31 януари 1941 г. в град Вентерсдорп. Средното си образование завършва в родния си град, а по-късно следва висше, което завършва през 1962 година. До 1973 г. работи като полицай.

### Предци
Тер'Бланш има френски корени, кръстен е на Мишел Ней (1769 – 1815) – лоялен на Наполеон Бонапарт военачалник. Дядо му Етиен Бланш е бунтар в британската колония Кабо, който се е борил на страната на бурите.

### АДС
През 1973 година Тер'Бланш заедно с още шестима съмишленици основава Африканерското движение за съпротива, в отговор на прекалено либералната според тях политика на тогавашното правителството, която щяла да доведе до край на апартейда. Тер'Бланш се бори за чисто бяла държава, в която черните ще бъдат допускани само като приходящи работници. Като лидер се появява на кон на митингите заедно със своите привърженици, размахващи огнестрелни оръжия, полицейски палки и ножове, пазен от телохранители с маскирани лица.
През януари 1989 година срещу него се надига бунт в собствената му партия, след като се появяват твърдения, че е засечен посред нощ при африканерски паметник в компанията на известна журналистка и бивш модел. Привържениците му, разгневени от слуховете за неговото женкарство и пиянство, настояват да подаде оставка. Той обаче отказва.
През 1991 година е осмян от британския режисьор Ник Брумфилд в документалния филм „Лидерът, неговият шофьор и жената на шофьора“.
През 1998 година поема политическа и морална отговорност пред комисията за установяване на истината и за помирение за бомбените атентати, целящи да провалят изборите през 1994 година, при които загиват 21 души.
През 2001 година влиза в затвора за опит за убийство на чернокож работник във фермата му 1996 година. През 2004 година излиза от затвора. През 2008 година отново ръководи АДС, до смъртта си през 2010 година.

## Убийство
На 3 април 2010 година Тер'Бланш е открит във фермата му със сериозни рани по главата и тялото, до леглото му откриват захвърлени бухалка и мачете „панга“. След два часа Тер'Бланш умира в болницата. Според очевидци Тер'Бланш е бил обезобразен до неузнаваемост. Според приятел на семейството цитиран от агенция Ройтерс той е намушкан, докато е спял.
Арестувани и обвинени са двама чернокожи мъже – на 16 и 21 години, които работели във фермата. Пред полицията те казали, че имали спор с работодателя си, защото не им плащал.
В отговор на този акт АДС се заканва, че ще отмъсти за смъртта му, но призова своите членове да запазят спокойствие към този момент и да не реагират прибързано.